# Juan Velázquez de las Cuevas
Juan Velázquez de las Cuevas (Coca 1528 ?-Oropesa, 11 de marzo de 1598), también conocido como Juan de las Cuevas, fue un religioso dominico español y obispo de Ávila desde 1596 hasta 1598.
Natural de la ciudad segoviana de Coca, era hijo de Esteban Velázquez. Hombre destacado por su virtud, el gobierno y las letras, estudió en la Universidad de Salamanca, donde además era lector de Artes y maestro de estudiantes, así como lector de Teología en el Colegio de Santo Tomás de Alcalá. En la misma ciudad tomó los hábitos en el convento de San Esteban, ingresando en la Orden de los Predicadores. Dentro de los dominicos ejerció como prior en Talavera de la Reina, Salamanca y Palencia; fue nombrado provincial de España de la Orden en 1585, procurador general años después y finalmente comisario apostólico para la reforma de la Orden del Monte Carmelo en las Carmelitas descalzas. El rey Felipe II le nombró confesor del príncipe-cardenal Alberto de Austria, a quien asistió mientras gobernaba de virrey en Portugal. Más tarde, el monarca le confirió el obispado de Ávila, del que tomó posesión el 29 de agosto de 1596 y en el que permaneció dos años. Murió en la localidad toledana de Oropesa, el 11 de marzo de 1598, y quedó enterrado en la capilla mayor de la catedral de Ávila.